# Hippodamia quinquesignata
Espèce
Synonymes
- Coccinella quinquesignata Kirby, 1837[1]

Hippodamia quinquesignata (nom vernaculaire anglais, Five-spotted lady beetle) est une espèce d'insectes coléoptères de la famille des Coccinellidae originaire de l'Amérique du Nord.

## Description
Sa livrée est vermillon à rouge vif, ornée de cinq taches noires, parfois deux minuscules points noirs près de la pointe apicale. La taille des taches varie grandement selon les spécimens. Son pronotum est noir luisant, les flancs marginés de blanc. Ses élytres forment un cône évasé et à pointe triangulaire. La base est blanche, suivie d'une bande transversale noire, dont le centre en pointe de flèche rejoint le scutellum. Les quatre macules s'alignent en arc dans la partie médiane. La pointe apicale est infléchie, et s'évase à l'apex. Ses pattes et ses antennes sont noires et luisantes.

## Répartition
Du Nouveau-Brunswick à l'Alberta jusqu'en Californie.

## Liste des sous-espèces
Selon BioLib (4 mars 2021) :
- sous-espèce Hippodamia quinquesignata ambigua LeConte, 1852
- sous-espèce Hippodamia quinquesignata punctulata (LeConte, 1852)
- sous-espèce Hippodamia quinquesignata quinquesignata (Kirby, 1837)